# Les Suites d'un premier lit (film)
Pour plus de détails, voir Fiche technique et Distribution.
Les Suites d'un premier lit est un moyen métrage français réalisé par Félix Gandéra, sorti en 1934.

## Synopsis
Trébuchard est un étudiant de 29 ans qui a mené une vie dissipée. Pour pouvoir payer ses nombreuses dettes, il a dû épouser sa logeuse, la veuve Arthur, une femme aisée qui a conservé quelques charmes, mais qui a l'âge d'être sa mère. La veuve décède, lui laissant un petit héritage. Mais elle lui laisse aussi la charge de sa fille Blanche, née d'un premier lit, assez peu gracieuse, et qui a 48 ans. Or Trébuchard est amoureux de la jeune Claire Prudenval qu'il aimerait bien épouser, mais qui est dotée d'un père hypocondriaque, peu accommodant. Trébuchard imagine alors de faire épouser Blanche par M. Prudenval, qui deviendrait ainsi son beau-fils !

## Fiche technique
- Titre français : Les Suites d'un premier lit
- Réalisation : Félix Gandéra et Pierre Cohen
- Scénario : adaptation de la pièce éponyme d'Eugène Labiche et Marc-Michel
- Photographie : Jean Isnard et Charles Suin
- Musique : Michel Emer
- Société de production : Les Films Félix Gandéra
- Pays de production :  France
- Format : Noir et blanc - 35 mm - 1,37:1
- Genre : Comédie
- Durée : 45 minutes
- Date de sortie : 
  - France : 1934

## Distribution
- Jean Weber : Trébuchard
- Alice Tissot : la veuve Arthur
- Jeanne Fusier-Gir : Blanche
- Marthe Mussine : Claire
- Anthony Gildès : Prudenval
- Émile Saint-Ober : le portier
- Gaby Basset